# Stahle
Stahle ist ein Ortsteil der Stadt Höxter.

## Geografie
Hier liegt der östlichste Punkt Nordrhein-Westfalens in der Flussmitte der Weser bei 51° 51′ 27,1″ N, 9° 27′ 40,6″ O. Der Ostpunkt des Landes wird mit einer Steinstele etwa 100 m südlich des tatsächlichen Punktes bei 51° 51′ 2,9″ N, 9° 27′ 5,3″ O markiert. Gleichzeitig ist Stahle die nördlichste Ortschaft der ostwestfälischen Stadt Höxter im Weserbergland. Stahle ist über zwei Brücken mit der auf der gegenüber liegenden Weserseite gelegenen niedersächsischen Kreisstadt Holzminden verbunden.

## Geschichte
Hügelgräber auf dem Kiekenstein, aus der Zeit ca. 1600–1200 v. Chr. wurden in 2016 als Bodendenkmale erfasst. Somit war das Gebiet der  heutigen Gemeinde Stahle wohl schon in der mittleren Bronzezeit besiedelt.
Urkundlich wurde Stahle unter den Namen Stalo bzw. Stela im 9. Jahrhundert im Zuge einer Schenkung an das Kloster Corvey erstmals erwähnt. Während des Dreißigjährigen Krieges wurde Stahle 1632 vollkommen zerstört und in den Folgejahren neu aufgebaut. Bis 1669 zur Kirchengemeinde Albaxen zugehörig, bildete Stahle seit dem 29. November 1669 ein eigenes Kirchspiel. Die 1697 gebaute Kirche wurde 1963 abgerissen und durch den 1964 fertiggestellten Neubau ersetzt. Bis heute ist der Ort durch alte Fachwerkbauten geprägt, das älteste stammt aus dem Jahre 1668. Im Siebenjährigen Krieg schlugen 1757 französische Truppen ihr Lager im Ort auf und attackierten am 23. September 1761 erneut Stahle.
Stahle gehörte bis 1803 zum Stift Corvey und anschließend bis 1807 zum Fürstentum Corvey. Von 1807 bis 1813 bildete Stahle eine Gemeinde im Kanton Albaxen des Departements der Fulda im Königreich Westphalen und fiel dann an Preußen. 1816 kam die Gemeinde zum neuen Kreis Höxter, in dem sie zum Amt Höxter-Albaxen gehörte, aus dem im 20. Jahrhundert das Amt Höxter-Land wurde. Am 1. Januar 1970 wurde Stahle durch das Gesetz zur Neugliederung des Kreises Höxter in die Kreisstadt Höxter eingegliedert.

### Einwohnerentwicklung

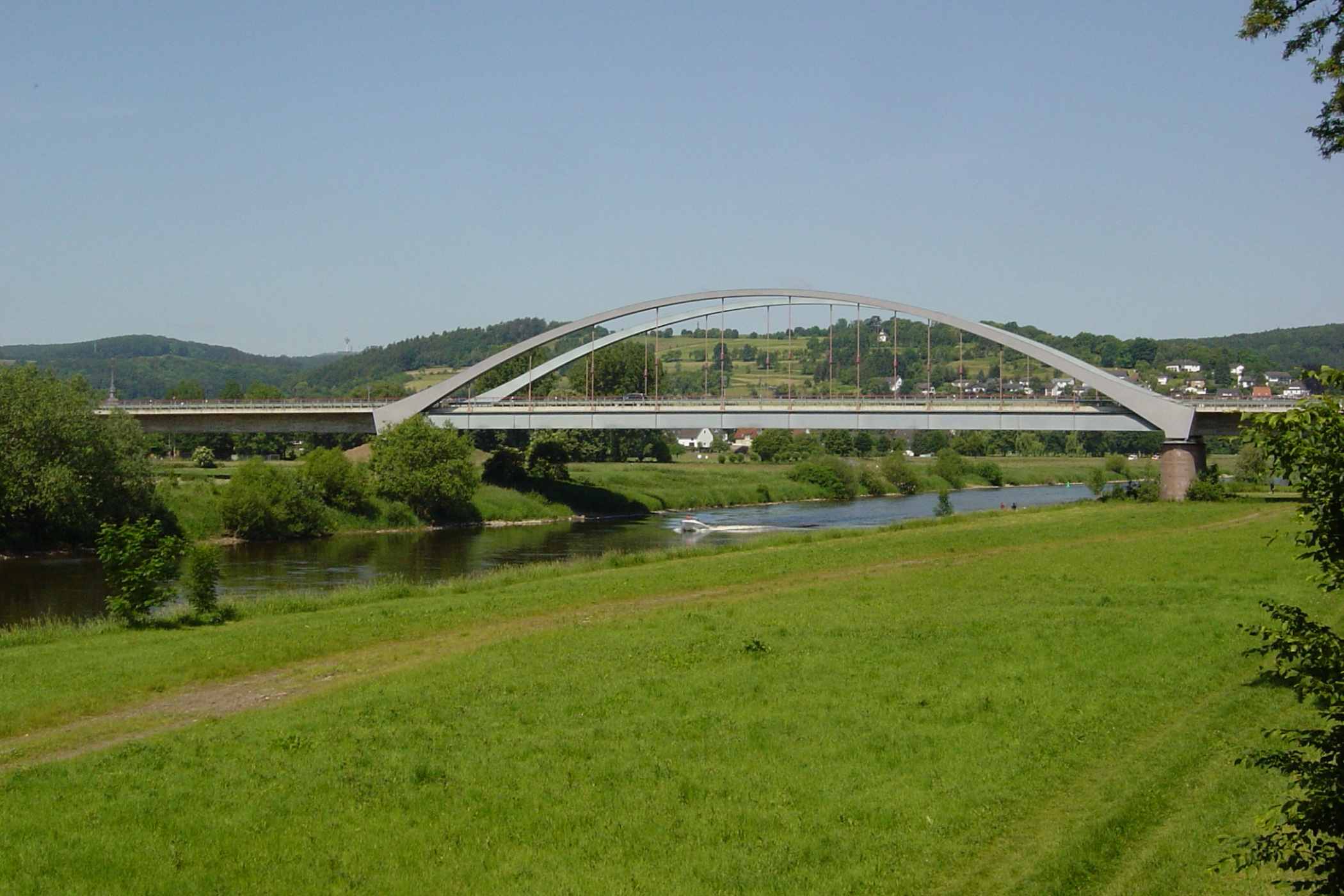
Weserbrücke der Bundesstraße 64 zwischen Stahle und Holzminden

| Jahr       | Einwohner | Quellen |
| ---------- | --------- | ------- |
| 1821       | 630       | [ 4 ]   |
| 1843       | 908       | [ 5 ]   |
| 1864       | 858       | [ 6 ]   |
| 1871       | 778       | [ 7 ]   |
| 1885       | 881       | [ 8 ]   |
| 1895       | 869       | [ 9 ]   |
| 01.12.1910 | 860       | [ 10 ]  |
| 1925       | 1025      | [ 11 ]  |
| 1933       | 1131      | [ 11 ]  |
| 1939       | 1231      | [ 11 ]  |
| 1946       | 1606      | [ 12 ]  |
| 06.06.1961 | 2114      | [ 13 ]  |
| 31.12.1967 | 2453      |         |
| 31.12.1969 | 2539      | [ 14 ]  |
| 23.06.1998 | 2600      | [ 15 ]  |
| 31.12.2003 | 2681      | [ 15 ]  |
| 31.12.2005 | 2684      | [ 15 ]  |
| 31.12.2006 | 2633      | [ 15 ]  |
| 31.12.2007 | 2594      | [ 15 ]  |
| 31.12.2008 | 2579      | [ 15 ]  |
| 31.12.2011 | 2518      | [ 15 ]  |
| 31.12.2012 | 2500      | [ 15 ]  |
| 31.12.2013 | 2549      |         |
| 31.12.2015 | 2464      |         |
| 31.12.2016 | 2458      | [ 16 ]  |
| 31.12.2017 | 2376      | [ 17 ]  |
| 31.12.2020 | 2349      | [ 1 ]   |

## Kultur und Sehenswürdigkeiten
Im Dorfkern:

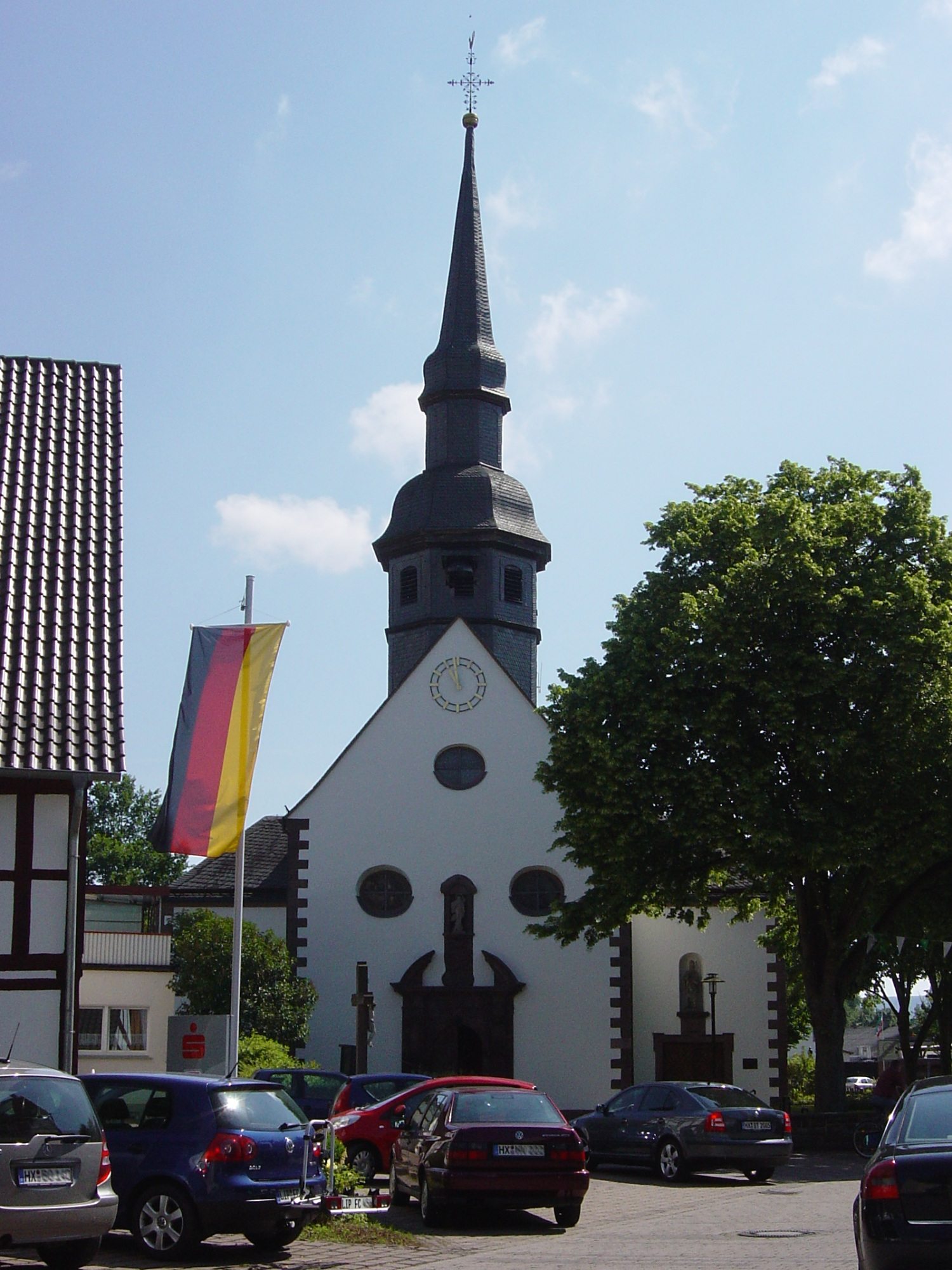
Die Kirche St. Anna in Stahle

- Die St. Anna-Kirche mit barockem Sandsteinportal und Kirchturm, beide aus dem Jahr 1732, beide denkmalgeschützt.

Auf dem Stahler Feldberg:
- das weithin sichtbare, 15 Meter hohe Friedenskreuz aus Holz (nach einer Idee von Heinz Mönkemeyer 1959 errichtet; 1988 und 2009 vollständig saniert);
- die Marienkapelle aus dem Jahr 1834, die bis heute für Andachten und die jährliche Gelöbnisprozession genutzt wird; seit dem Heiligen Jahr 1983/84 offizielle Wallfahrtsstätte des Erzbistums Paderborn (Quelle: Ortsheimatpfleger Heinz Mönkemeyer in der Huxaria EXTRA-Ausgabe vom Donnerstag, 20. Juni 1994)
- die nach einer Idee von Heinz Mönkemeyer zwischen 1948 und 1959 in einer ehemals baum- und buschlosen Steinkuhle errichtete Natur-Freilichtbühne, die für Theateraufführungen und Konzerte genutzt wird.[18]

Am Ortsausgang Richtung Hameln (gegenüber dem Hotel Kiekenstein):
- ein denkmalgeschützter ehemaliger jüdischer Friedhof mit 5 Grabsteinen aus den Jahren 1883 bis 1904, jeweils mit hebräischer Inschrift auf der Vorderseite und deutscher Inschrift auf der Rückseite.

Im Westfälischen Freilichtmuseum Detmold:
- eine 1808 erbaute Lohnbäckerei als staatlich konzessionierter Gemeindebackofen und ein 1830 erbauter ehemaliger Kuhstall und Abort, beide zum Haupthaus des Hofes Hilmer-Borgolte gehörend, wurden 1983 in Stahle abgebaut und 1986 im Westfälischen Freilichtmuseum Detmold wieder aufgebaut.

Deutschlandweites Aufsehen erregte im Jahr 1979 die Aufdeckung einer neonazistischen Wehrsportgruppe. Die überwiegend in Stahle beheimateten Neonazis bauten in der Feldmark unweit der Ortschaft Stahle einen Schießstand, wo sie jahrelang Schießen trainierten. Sie legten ein großes Waffenlager mit Sprengstoff, Maschinenpistolen, Wehrmachtskampfanzügen und NS-Propaganda an und kündigten in Flugblättern einen „Tag der Rache“ an. Im weiteren Verlauf benannte sich die Neonazis als: „Nationalsozialistische Kampfgruppe Ostwestfalen“. Im Januar 1979 entdeckte die Polizei bei einer Razzia zufällig das Waffenlager und löste die Gruppe formell auf.

## Wirtschaft und Infrastruktur
Neben landwirtschaftlichen Betrieben und Handwerksbetrieben befindet sich im Ort ein Autohaus mit ansässiger Tankstelle, ein Transportunternehmen und ein Hotel, außerdem die Unternehmen Abfallwirtschaftsgesellschaft Höxter mbH (AWG),  die Holz-Specht GmbH + Co. KG, die Müller Bedachungen GmbH + Co. KG und die 1964 gegründete Bosse Design, eine Tochtergesellschaft der Dauphin HumanDesign Group.
Im Ort befindet sich ein Gittermast-DVB-T-Sender. Er wird auch Sender Holzminden genannt, da er Füllsender für Holzminden ist.

### Verkehr
Die Ortschaft befindet sich an der Bundesstraße 83, die in Richtung Norden nach Hameln und Richtung Süden nach Kassel führt. In der Nähe führt auch die Bundesstraße 64 in Richtung Westen nach Paderborn und über die Weserbrücke in Richtung Osten nach Holzminden und Bad Gandersheim.
Der nächstgelegene Bahnhof befindet sich im benachbarten Holzminden und liegt an der Bahnstrecke Altenbeken–Kreiensen (–Goslar).

## Persönlichkeiten
- Heinz Mönkemeyer (* 30. März 1928; † 26. Dezember 2006), Bürgermeister von Stahle (bis zur Eingemeindung 1970), Ratsherr, Bezirksverwaltungsstellenleiter, Ortsheimatpfleger, Heimatdichter, Schriftsteller. Er war Ehrenmitglied der Hoffmann-von-Fallersleben-Gesellschaft, Träger der Ernst-Moritz-Arndt-Plakette (1993) und Inhaber des Ehrenamtspreises der Stadt Höxter (2004).[20]

## Belege
1. 1 2  Kreis Höxter – Einwohner in den Stadtteilen der 10 kreisangehörigen Städte. In: Kreis Höxter. Abgerufen am 21. September 2021.
2. ↑  Manfred Spata Über geographisch-geodätische Extremwerte in Nordrhein-Westfalen (Memento vom 29. März 2014 im Internet Archive) (PDF 7,6 MB)
3. ↑  Martin Bünermann: Die Gemeinden des ersten Neugliederungsprogramms in Nordrhein-Westfalen. Deutscher Gemeindeverlag, Köln 1970, S. 108.
4. ↑  Statistisch-Topographische Uebersicht des Regierungs-Bezirks Minden 1821. In: Digitale Sammlungen ULB Münster. S. 34 ff, abgerufen am 3. März 2014.
5. ↑  Geographisch-statistisch-topographische Übersicht des Regierungsbezirks Minden 1845
6. ↑  Topographisch-statistisches Handbuch des Regierungs-Bezirks Minden 1866
7. ↑  Die Gemeinden und Gutsbezirke der Provinz Westfalen 1871
8. ↑  Gemeindelexikon für die Provinz Westfalen 1885. Abgerufen am 16. März 2025.
9. ↑  Gemeindelexikon für die Provinz Westfalen: Volkszählung 1895
10. ↑  Gemeindeverzeichnis 1900: Landkreis Höxter
11. 1 2 3  Michael Rademacher: Hoexter. Online-Material zur Dissertation, Osnabrück 2006. In: eirenicon.com.
12. ↑  Volkszählung 1946
13. ↑  Martin Bünermann, Heinz Köstering: Die Gemeinden und Kreise nach der kommunalen Gebietsreform in Nordrhein-Westfalen. Deutscher Gemeindeverlag, Köln 1975, ISBN 3-555-30092-X, S. 251.
14. ↑  Martin Bünermann, Heinz Köstering: Die Gemeinden und Kreise nach der kommunalen Gebietsreform in Nordrhein-Westfalen. Deutscher Gemeindeverlag, Köln 1975, ISBN 3-555-30092-X, S. 106.
15. 1 2 3 4 5 6 7 8  Demografieprozess in Stahle (PDF). Stadt Höxter, 25. Oktober 2012, abgerufen am 16. September 2019.
16. ↑  Zahlen & Fakten. Stadt Höxter, 31. Dezember 2016, abgerufen am 16. September 2019.
17. ↑  Stadtportrait Höxter 2017
18. ↑  Zeitungsberichte und Laudatio, abgerufen am 10. Juni 2010 (Memento vom 12. Dezember 2007 im Internet Archive)
19. ↑  Nicolaus Brender: Der kleine Adolf und seine Jungs, ZEIT Nr. 08/1979,
16. Februar 1979, abgerufen am 10. Juni 2025
20. ↑  Heinz Mönkemeyer im Lexikon Westfälischer Autorinnen und Autoren, abgerufen am 10. Juni 2010